# کاراقشلاق‌چی (پوزانتی)
کاراقشلاق‌چی (به ترکی استانبولی: Karakışlakçı) یک منطقهٔ مسکونی در ترکیه است که در پوزانتی واقع شده‌است.